# Rhypholophus intermixtus
Rhypholophus intermixtus là một loài ruồi trong họ Limoniidae. Chúng phân bố ở miền Cổ bắc.